# 438 (tal)
438 är det naturliga heltal som följer 437 och följs av 439.

## Matematiska egenskaper
- 438 är ett jämnt tal.

## Inom vetenskapen
- 438 Zeuxo, en asteroid.